# Hoàng Thúy Lan
Hoàng Thúy Lan (1925–2010) là nữ quân y, tổ trưởng tình báo, nữ đạo diễn, nữ chủ nhiệm phim truyện đầu tiên của điện ảnh Việt Nam những năm 60 ở miền Bắc. Sau này, bà từng làm Phó giám đốc Hãng phim Giải Phóng. Bà là nguyên mẫu nhân vật Hai Lan trong bộ phim Mối tình đầu của đạo diễn Hải Ninh, nhà biên kịch Hoàng Tích Chỉ viết kịch bản, dựa theo tác phẩm cùng tên của nhà văn Nguyễn Hiểu Trường.

## Tiểu sử
Hoàng Thúy Lan tên khai sinh là Nguyễn Thị Panlette Quới, sinh năm 1925 trong một gia đình Việt kiều Campuchia yêu nước tại Sài Gòn. Cha bà là thành viên Hội Việt kiều Cứu quốc.
Năm 1945, bà cùng chồng trở lại Việt Nam giúp đỡ chính quyền cách mạng Việt Nam Dân chủ Cộng hòa. Năm 1949, hai vợ chồng là nhân viên Ban Quân nhu Liên trung đoàn 109-111 và được các đồng đội mệnh danh là "hoa khôi". Tháng 10 năm 1949, bà được kết nạp vào Đảng Cộng sản Đông Dương.

### Trong chiến tranh
Năm 1954, bà tập kết ra Bắc. Năm 1957, Hoàng Thúy Lan là một trong số các văn nghệ sĩ được tuyển chọn sang Trung Quốc theo học khóa đào tạo đạo diễn điện ảnh đầu tiên cho nền điện ảnh của miền Bắc. Học xong, bà trở về nước áp dụng những điều đã học phục vụ cho ngành điện ảnh nước nhà. Năm 1962, bà là Chủ nhiệm phim đầu tiên của điện ảnh Việt Nam với bộ phim Chị Tư Hậu (đạo diễn Phạm Kỳ Nam).
Năm 1966, bà vào Sài Gòn hoạt động tình báo với tên mới Hoàng Thúy Minh - Giám đốc Hãng phim Thúy Minh, nhiệm vụ chính là thu thập tin tức, lôi kéo đội ngũ trí thức về làm việc cho cách mạng. Tổ chức đã lo liệu toàn bộ giấy tờ tùy thân hợp pháp cho bà, giống như một phụ nữ đã sống bên Campuchia đã nhiều năm, nay hồi hương quay về sống với cha mẹ ruột tại Sài Gòn. Gia đình bà sống ở đường Trương Tấn Bửu (nay là Trần Huy Liệu, quận Phú Nhuận) có một mẹ đã già, một em gái nhỏ thứ sáu và cậu em út đã học xong tú tài. Em trai bà sau đó vào chiến khu theo Quân Giải phóng và hy sinh.
Tháng 4 năm 1969, bà bị một kẻ phản bội chỉ điểm nên bị cảnh sát bắt giam. Dù bị tra tấn và mua chuộc nhưng bà cương quyết không khai. Tòa án binh Sài Gòn kết án bà 20 năm khổ sai và 20 năm biệt xứ. Bà bị giam giữ ở Khám Lớn Sài Gòn, sau đó đày ra Côn Đảo giam vào chuồng cọp vì tội không chào cờ của chính quyền Sài Gòn. Trong chuồng cọp, bà là nữ tù tiêu biểu cho tinh thần chống chào cờ rất quyết liệt. Vào năm 1970, gia đình gửi thư báo tin mẹ bà qua đời, nhà tù lợi dụng cơ hội này ra điều kiện: nếu bà chịu ra chào cờ sẽ đưa thư, nhưng bà vẫn cự tuyệt, khiến chúng phải chịu thua. Do bị giam tại chuồng cọp nhiều năm, chân bị xiềng trong cùm tê liệt, không thể tự đi nổi nên khi được trao trả tù binh theo Hiệp định Paris tại sông Thạch Hãn năm 1973, hai chân bà gần như bị liệt, được bạn tù khiêng võng qua sông. Tình cờ các nhà quay phim nhận ra bà và báo về cho gia đình.

### Sau chiến tranh
Sau khi được trao trả, bà bị nghi ngờ phản bội, nhưng sau đó được thanh minh và trở thành tấm gương về một Đảng viên mẫu mực. Cuối sự nghiệp, bà giữ chức Phó giám đốc Hãng phim Giải Phóng.
Năm 2009, bà được nhận huy hiệu 60 năm tuổi Đảng. Cùng năm, đạo diễn Phạm Việt Tùng đã sản xuất bộ phim tài liệu Người phụ nữ Việt Nam ấy, bà là ai? để tôn vinh bà. 
Bà qua đời vào năm 2010, thọ 85 tuổi.

## Gia đình
Bà có với chồng một người con gái (Nguyễn Thị Thúy Nhung, công tác ở Đài Truyền hình Thành phố Hồ Chí Minh đã nghỉ hưu). Chồng bà từng giữ chức vụ Vụ phó Vụ Lương thực thực phẩm, mất năm 1992. Bà có 2 cháu ngoại (Bùi Hoài Nam, Bùi Thị Thúy Hiền ) và 4 chắt ngoại (Bùi Anh Duy, Bùi Duy Khiêm, Bùi Nguyễn Quỳnh Anh, Bùi Nam Anh, Trần Nhật Lam Thùy, Trần Anh Duy).